# 莫迪盖阿尔顿
莫迪盖·阿尔顿(希伯來語：‎，1896年—1992年），以色列画家。

## 生平
莫迪盖·阿尔顿，原名为馬克斯·布朗斯坦（Max Bronstein），1896年在奥匈帝国加利西亚圖胡夫（今属波兰领土）出生。1933年他移民到当时的英屬巴勒斯坦託管地（British Mandate of Palestine）的首都耶路撒冷。他在1936年获得巴勒斯坦国籍和并改名为莫迪盖·阿尔顿。
他曾参与1968年的威尼斯双年展。
从1950年代开始, 莫迪盖·阿尔顿就在他的作品中运用一系列复杂且有系统性的的象征意象。这些象征意象取材自一犹太传统学说卡巴拉(Kabbalah), 圣经及有形的现实。例如，在他的油画作品"光之门" 中，他表达了一种“内在的奥秘和风景的永恒。” 他的作品旨在带出一种宇宙观, 把现今与古代及奥秘联接起来。在他的另外一个作品"在耶路撒冷的大门" (1967) 里也可以看到同样的概念。在这作品中，他嘗試"表达出自己对以色列在六日战争中重回耶路撒冷旧城的情感"。 "黄墙下的小鸟" ("Bird near a yellow wall") (1950) 描绘了他参与大屠杀的经历。 他是当时少数的以色列艺术家会以大屠杀为其创作的主题。
作为“新比扎莱尔”的老师和总监，阿尔顿致力表达传递他对参与社会的意识以及他对犹太神秘主义和当地的神话的响往。他的学生如Avigdor Arikha，Naftali Bezem，Shraga Weil和Shmuel Boneh等都受到阿尔顿风格的影响并它结合在其后期的作品里。
有别于Yosef Zaritsky (他有普世主义之父之称)，阿尔顿以区域主义来看以色列艺术，并被视为以色列艺术区域主义的始创者。
“阿尔顿的窗”（1980-1984）最他其中一件著名的作品。这是一套大型的结合了[卡巴拉]视觉元素的[彩绘玻璃|彩绘玻璃] 窗。在耶路撒冷犹太国家图书馆 展出。
阿尔顿在1992年于耶路撒冷逝世。
他的油画作品“时间的啄木鸟”（1963年），在2006年被佳士得拍卖并以643,200元成交。

## 教育
- 1920-25  國立包浩斯學校 (在德国 魏玛)

## 教學
- 1929 Kunstschule Itten, 柏林
- 1935 Seminar, Bet Hakerem, 耶路撒冷
- 1935-52 比扎莱尔, 耶路撒冷
- 1940-52 比扎莱尔, 耶路撒冷, 总监
- 1952-63教育和文化部, 耶路撒冷, 总监和艺术顾问

## 獎項
- 1954教科文组织奖 (UNESCO Prize)
- 1963, 以色列奖 (绘画) [4]
- 1974,耶路撒冷荣誉公民奖 (Yakir Yerushalayim) (Worthy Citizen of Jerusalem) [5]
- 1974荣誉博士，[耶路撒冷希伯来大学]
- 1988鲍里斯·沙茨奖(Boris Schatz Prize)
- 1992 特拉维夫博物馆 Isracard奖

## 戶外/公共藝術品
- 1984彩色玻璃窗, 以色列国家图书馆 (耶路撒冷)

## 画廊

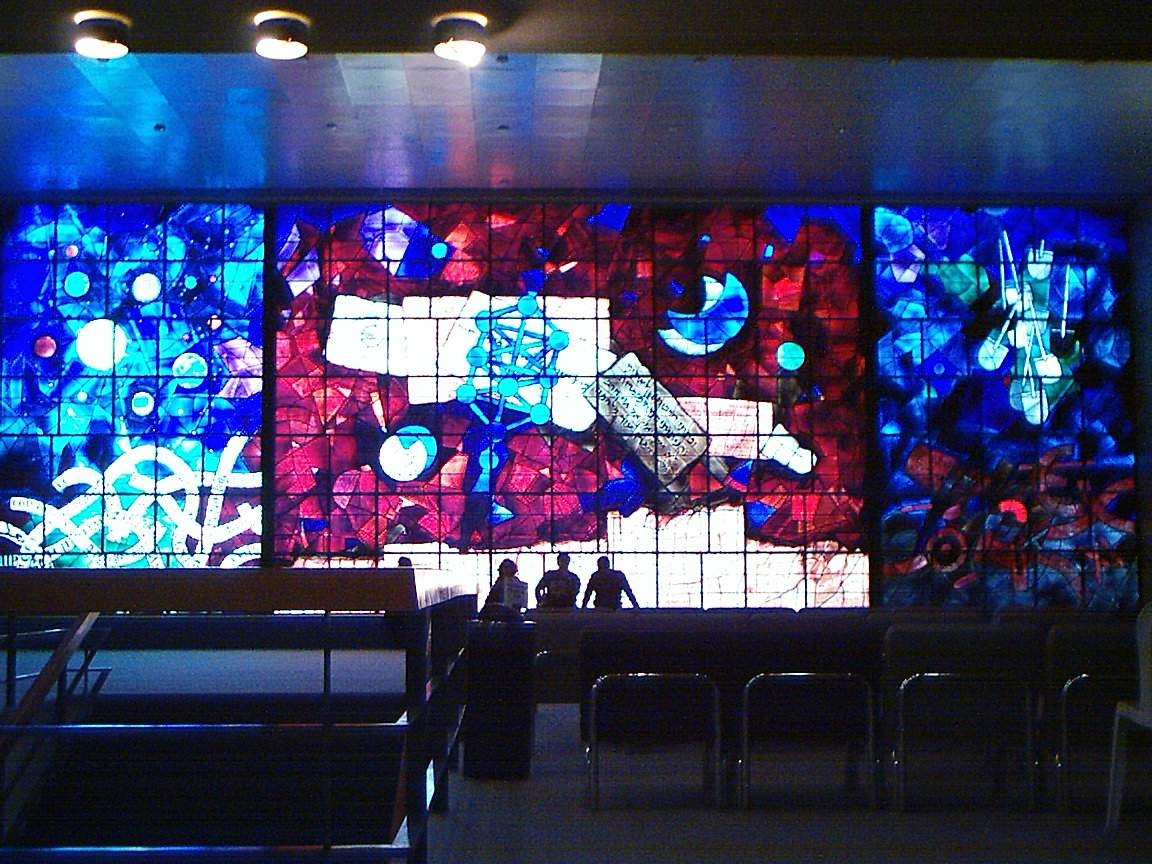
Ardon Windows, 1980–1984 Jewish National and University Library, Jerusalem

## 外部連結
- 官方网站

Search results
- Ardon's art